# Vladimír Fábry
Vladimír Fábry (23. listopadu 1920 Liptovský Svatý Mikuláš – 18. září 1961 Ndola) byl americký právník a diplomat slovenského původu.
Pocházel z rodiny právníka a politika Pavola Fábryho a jeho manželky Oľgy Viery Fábryové. Vystudoval gymnázium a následně absolvoval studium práv na Právnické fakultě Univerzity Komenského v Bratislavě.
Za druhé světové války, kdy byl jeho otec vězněn nacisty, se zapojil do ilegálního odboje. Od roku 1946 působil na československé diplomatické mise při OSN v New Yorku. Po komunistickém únorovém převratu v roce 1948 se rozhodl zůstat ve Spojených státech, kde požádal o udělení státního občanství, které obdržel v roce 1959. V emigraci zůstala celá rodina včetně jeho otce Pavola Fábryho a sestry Olgy, která se zařadila do služeb OSN.
Dále působil v diplomatických funkcích v OSN, mj. při zakládání Mezinárodní agentury pro atomovou energii. Zastupoval OSN i při jednáních, kde se řešily politické a bezpečnostní problémy Indonésie, Izraele, Egypta či Konga. Nakonec se stal osobním sekretářem generálního tajemníka OSN Daga Hammarskjölda. Při jedné z jeho cest oba 18. září 1961 zahynuli při leteckém neštěstí, ke kterému došlo na okraji města Ndola v Zambii.